# Зельоново (Великопольське воєводство)
Зельоново (пол. Zielonowo, нім. Grünfier) — село в Польщі, у гміні Велень Чарнковсько-Тшцянецького повіту Великопольського воєводства.
Населення — 234 особи (2011).
У 1975-1998 роках село належало до Пільського воєводства.

## Демографія
Демографічна структура станом на 31 березня 2011 року:
|          | Загалом | Допрацездатний вік | Працездатний вік | Постпрацездатний вік |
| -------- | ------- | ------------------ | ---------------- | -------------------- |
| Чоловіки | 121     | 28                 | 83               | 10                   |
| Жінки    | 113     | 27                 | 61               | 25                   |
| Разом    | 234     | 55                 | 144              | 35                   |